# Sertorius
Quintus Sertorius (123 př. n. l. – 72) byl římský voják a politik.
Byl příbuzným Gaia Maria a zároveň patřil k jeho nejlepším velitelům. Po Mariově smrti byl v roce 83 př. n. l. ustanoven správcem celého Španělska, ale diktátor Lucius Cornelius Sulla ho tohoto úřadu zbavil. Sertorius však ve Španělsku vyhlásil odtržení od Říma a ustavil vlastní „senát“. Spoléhal především na místní obyvatelstvo, Římanům, kteří se k němu přidali, příliš nevěřil.
Sertorius byl považován za vojenského génia té doby, což dokázal řadou vítězství nad římskými vojevůdci, včetně mladého Pompeia Magna, kterého dvakrát porazil v letech 76 a 72 př. n. l. Pompeius pochopil, že Sertoria na bojišti neporazí, proto se rozhodl vypsat na jeho hlavu velkou odměnu. Obavy Sertoria se naplnily, byl zavražděn svým římským podvelitelem Marcusem Perpernou v roce 72 př. n. l.
Legenda praví, že Sertorius měl rozumět zvířatům.